# Бела принцеза
Бела принцеза (енгл. The White Princess) је британска историјско-драмска мини-серија за Starz. Темељи се на истоименом роману Филипе Грегори, као и његовом наставку Краљева клетва. Наставак је мини-серије Бела краљица, екранизације претходна три романа Грегоријеве, а почиње тамо где се претходна серија завршила.
Приказује брак Хенрија VII Тјудора и Елизабете од Јорка који окончава ратове ружа уједињавањем династије Ланкастера и Јорка. Међутим, њихово међусобно непријатељство и неповерење, као и политичке сплетке њихових мајки, прете да растуре и брак и краљевство.

## Улоге

### Главне
| Глумац             | Улога                |
| ------------------ | -------------------- |
| Џоди Комер         | Елизабета од Јорка   |
| Ребека Бенсон      | Маргарет Пол         |
| Џејкоб Колинс Ливи | Хенри                |
| Кенет Кранам       | Џон Мортон           |
| Еси Дејвис         | Елизабета Вудвил     |
| Роси де Палма      | Изабела од Кастиље   |
| Ричард Дилејн      | Томас Стенли         |
| Ентони Фланаган    | Франсис Ловел        |
| Патрик Гибсон      | Ричард од Шрузберија |
| Керолајн Гудол     | Сесили Невил         |
| Ејми Мансон        | Катарина Гордон      |
| Адријан Ролинс     | Џон де ла Пол        |
| Винсент Реган      | Џаспер Тјудор        |
| Суки Вотерхаус     | Сесили од Јорка      |
| Џоана Воли         | Маргарет од Јорка    |
| Ендру Вип          | Ричард Пол           |
| Мишел Ферли        | Маргарет Бофорт      |

### Споредне
| Глумац         | Улога               |
| -------------- | ------------------- |
| Николас Одсли  | Џорџ Стенли         |
| Рис Кона       | Едвард Плантагенет  |
| Алберт де Џонг | Едвард Плантагенет  |
| Хајди Или      | Бриџет од Јорка     |
| Оливер Хембро  | Џон де ла Пол       |
| Роузи Најтли   | Ана од Јорка        |
| Ава Мастерс    | Катарина од Јорка   |
| Роло Скинер    | Нед                 |
| Сузи Трејлинг  | Елизабета де ла Пол |
| Гај Вилијамс   | Вилијам Стенли      |
| Ијан Бачелор   | Максимилијан I       |
| Доријан Гловер | Филип               |
| Зази Хејхерст  | Рати                |
| Били Барат     | Артур Тјудор        |
| Вуди Норман    | Хенри Тјудор        |
| Филип Ардити   | Родриго де ла Побла |

### Гостујуће
| Глумац            | Улога                |
| ----------------- | -------------------- |
| Нед Елиот         | Ричард од Шрузберија |
| Лик Веб           | Едвард Јорк          |
| Дерек Фруд        | градоначелник Јорка  |
| Кити Смит         | Рут                  |
| Емануел Буазиз    | Марија од Бургундије |
| Макс Тру          | Ламберт Симнел       |
| Нија Робертс      | Кетрин Будвил        |
| Норман Артур Ешли | игуман               |
| Марк Данбери      | свештеник            |
| Хуан Енхеник      | Фернандо од Арагона  |
| Николас Гекс      | вимборнски свештеник |
| Алекс Сојер       | Кофи                 |
| Марк Едел Хант    | Томас Вулси          |
| Алистер Маклохлин | Ноа Лаф              |

## Епизоде
| Бр. еп. | Наслов                        | Редитељ         | Сценариста                     | Премијера       | Гледаност у САД (милиони) |
| --- | ----------------------------- | --------------- | ------------------------------ | --------------- | ------------------------- |
| 1 | У постељи с непријатељем      | Џејми Пејн      | Ема Фрост                      | 16. април 2017. | 0,633                     |
| Енглеска је у нестабилном стању након што победник битке код Босворта, Хенри Тјудор, треба да ступи на престо. Елизабета од Јорка и њена породица, присталице бившег краља, налазе се у великој опасности.                                   |                               |                 |                                |                 |                           |
| 2 | Срца и умови                  | Џејми Пејн      | Ема Фрост                      | 23. април 2017. | 0,712                     |
| Краљ Хенри креће у Ројал Прогрес у покушају да се постави као нови суверен, али налази опасно, дубоко подељено краљевство. Лизину лојалност додатно компликује дете које очекује.                                                            |                               |                 |                                |                 |                           |
| 3 | Бургундија                    | Џејми Пејн      | Ема Фрост                      | 30. април 2017. | 0,784                     |
| Лизи се мучи са порођајем док изасланици краља Хенрија крећу у дипломатску мисију у Бургундију, јоршко упориште у иностранству. Преговори су угрожени, а Лизи сазнаје да има више заједничког са својим мужем него што је првобитно мислила. |                               |                 |                                |                 |                           |
| 4 | Претендент                    | Алекс Калимниос | Сара Долард и Ема Фрост        | 7. мај 2017.    | 0,845                     |
| Јоршке принцезе су стратешки удате како би ојачале интерес Тјудора, али на помолу су даљи политички изазови. Када се краљ Хенри поново нађе на бојном пољу, Лизи сазна да су претње са којима се суочавају можда личне.                      |                               |                 |                                |                 |                           |
| 5 | Издајице                      | Алекс Калимниос | Лорен Маклохлан и Ејми Робертс | 14. мај 2017.   | 0,951                     |
| Лизи мора да се побрине за пркосну одбрану јоршког проблема своје мајке, док појава дечака у Бургундији који тврди да је млади принц, прети да још више дестабилизује владавину краља Хенрија.                                               |                               |                 |                                |                 |                           |
| 6 | Енглеска крв на енглеском тлу | Алекс Калимниос | Ема Фрост и Алис Натер         | 21. мај 2017.   | 0,792                     |
| Краљ Хенри и Лизи путују у Шпанију да би осигурали веридбу свог сина, али вести о нестабилности њихове земље су их претекле. У међувремену, у Бургундији расту немири и преливају се на енглеско бојно поље.                                 |                               |                 |                                |                 |                           |
| 7 | Двојица краљева               | Џејми Пејн      | Ема Фрост                      | 28. мај 2017.   | 0,722                     |
| Претендент на трон је заробљен у суду, што збуњује Тјудорове и ствара нови расцеп у браку између Лизи и краља Хенија. Лизи се суочи са немогућим избором и повуче ризичан потез да би елиминисала претњу по своју породицу.                  |                               |                 |                                |                 |                           |
| 8 | Старе клетве                  | Џејми Пејн      | Сара Фелпс                     | 4. јун 2017.    | 0,868                     |
| Коначно суочавање са претендентом разоткрије слабости краља Хенрија, док се Лизи суочава са новим демонима и старим клетвама. |                               |                 |                                |                 |                           |